# Расмуссен, Петер (органист)
Петер Расмуссен (дат. Peter Rasmussen; 15 марта 1838, Хёрсхольм — 23 ноября 1913, Копенгаген) — датский органист и композитор.
Учился в Копенгагенской консерватории у Иоганна Христиана Гебауэра. Бо́льшую часть жизни работал органистом в копенгагенской Гарнизонной церкви. Считался также высокопрофессиональным валторнистом. Преподавал в Копенгагенской консерватории, среди его учеников, в частности, Август Энна.
Собственные сочинения Расмуссена по большей части остались неопубликованными. Определённый интерес к ним возродила запись Квинтета для духовых (1898), осуществлённая исландскими музыкантами к столетию композиции и получившая положительные отзывы критики.